# Volvo Concept You
De Volvo Concept You is een conceptauto van Volvo gepresenteerd op de Internationale Automobilausstellung (IAA) te Frankfurt in september 2011.
De Concept You is een grote, luxe sedan, waarin een stijlvol coupé-achtig uiterlijk wordt gecombineerd met een luxe interieur. Het is een hightech auto waarbij de bestuurder wordt ondersteund met intuïtieve smartpad-technologie. De vormgeving van de ronde neus is duidelijk geïnspireerd op de "kattenruggen", de PV444 en de PV544.